# Pterostichus fasciatopunctatus
Pterostichus fasciatopunctatus es una especie de escarabajo terrestre del género Pterostichus, categorizada en la tribu Pterostichini, de la subfamilia Harpalinae. Fue descrita por Creutzer en 1799.

## Distribución
Se distribuye por Alemania, Suiza, Austria, Hungría, Italia, Eslovenia, Croacia y Bosnia y Herzegovina.